# راميرو مايور
راميرو مايور (بالإسبانية: Ramiro Mayor Ruiz)‏ هو لاعب كرة قدم إسباني في مركز الدفاع، ولد في 9 مايو 1991 في سرقسطة في إسبانيا. شارك مع منتخب إسبانيا تحت 18 سنة لكرة القدم ومنتخب إسبانيا تحت 19 سنة لكرة القدم. أما مع النوادي، فقد لعب مع ريال بلد الوليد ب وريال سرقسطة ونادي ألكوركون ونادي سمورة ونادي غيخيليو ونادي فياريال ب.

## وصلات خارجية
- راميرو مايور على موقع قاعدة بيانات كرة القدم.إي يو (الإنجليزية)
- راميرو مايور على موقع Soccerway.com (الإنجليزية)
- راميرو مايور على موقع AS.com (الإسبانية)